# Постоянная историческая комиссия АН
Постоя́нная истори́ческая коми́ссия Академии наук — научно-исследовательское учреждение, созданное в 1903 году в Санкт-Петербурге. Было образовано как одно из отделений Императорской академии наук для извлечения из зарубежных (главным образом итальянских) архивов и библиотек исторических материалов, касающихся русской истории, и дальнейшего их изучения и публикаций.

## Предпосылки к созданию
Инициатива создания будущей Постоянной исторической комиссии принадлежала русскому министру-резиденту в Ватикане А. П. Извольскому, которого побудила к этой идеи «обида за русских учёных», которым, по его словам:
…приходилось обращаться за содействием к иностранным представителям, просить у них, как милости, особого разрешения для права работы в их библиотеках и выслушивать при этом обидные для русского намёки, почему же до сих пор не существует соответствующих русских учреждений.
В 1895 году он обратился к министру иностранных дел А. Б. Лобанову-Ростовскому с предложением о создании в Риме постоянного русского научного учреждения и предоставил план осуществления этого проекта. Последний передал этот план в Императорскую Санкт-Петербургскую академию наук, и в ноябре того же года Историко-филологическое отделение АН высказалось за создание в Риме учёной комиссии «наподобие» Русского археологического института в Константинополе. Однако, ввиду значительного в то время роста государственных расходов, в следующем 1896 году Министерство финансов отказалось финансировать этот проект. В дальнейшем академики продолжали ходатайствовать о создании нового гуманитарного учреждения за границей, при этом в 1898 году называя проектируемое учреждение — Архивной комиссией в Риме, а в 1901 — Историко-архивным институтом. На необходимость создания в Риме русской исторической комиссии, по аналогии с существовавшими уже тогда с целью исследования зарубежных архивов и библиотек историческими институтами европейских стран, в 1900 году указывал и Е. Ф. Шмурло, который в 1892—1894 годах занимался изучением иностранных источников по истории России в Ватиканском архиве. Однако предлагал он создать Комиссию не при Академии наук, а «под непосредственным начальством Министерства народного просвещения».
Наконец в январе 1902 года министр финансов С. Ю. Витте предложил для начала учредить в Риме должность учёного секретаря, который мог бы заложить основы для будущего института, а также взять под опеку молодых учёных, которые будут откомандированы в Италию. Для решения этого вопроса была создана особая комиссия во главе с вице-президентом АН П. В. Никитиным, в которую вошли филологи В. В. Латышев и В. К. Ернштедт, историк А. С. Лаппо-Данилевский и востоковед С. Ф. Ольденбург. В целом, согласившись с предложением С. Ю. Витте, на собрании тем не менее решили создать постоянный орган, который будет курировать деятельность АН в Италии. Тогда же и решили учредить Постоянную историческую комиссию. Летом 1902 года ИФО АН направило А. С. Лаппо-Данилевского в Рим для ознакомления «с условиями, в какие ныне может быть поставлена будущая деятельность учёного секретаря Исторической комиссии», и в том же году он предоставил Академии составленные им «Проект положения об обязанностях и службе учёного корреспондента Историко-филологического отделения Императорской Академии наук в Риме» и «Предварительную инструкцию учёному корреспонденту». Решение Государственного совета от 23 декабря 1902 года гласило:
…с 1 января 1903 года, при Историко-филологическом отделении Императорской Академии наук, замещаемая по избранию названного отделения на пять лет, должность учёного-корреспондента в Риме для разработки хранящихся в итальянских архивах материалов по истории России.

## Учреждение и деятельность
1 (20) января 1903 года Историко-филологическим отделением Академии наук была учреждена должность учёного-корреспондента в Риме, а 29 января (11 февраля) того же года в Санкт-Петербурге была создана Постоянная историческая комиссия, которая входила в состав ИФО АН. Главным организатором её создания являлся приват-доцент кафедры русской истории историко-филологического факультета Санкт-Петербургского университета А. С. Лаппо-Данилевский.
Председателем ПИК был назначен вице-президент Академии наук П. В. Никитин, однако, фактически, все решения Комиссии подготавливал её заведующий А. С. Лаппо-Данилевский, который в 1916 году официально вступил в должность председателя. Членом Комиссии также являлся непременный секретарь Академии наук Н. Ф. Дубровин.
Учёным-корреспондентом был избран бывший на тот момент профессором кафедры русской истории Юрьевского университета Е. Ф. Шмурло, который работал за рубежом под эгидой ПИК, утверждавшей план его научной работы в Ватиканском архиве. В дальнейшем он также вёл работу в других архивохранилищах и библиотеках Италии и других стран, выявляя материалы, касающиеся русской истории. В задачи учёного-корреспондента входил достаточно широкий спектр археографических работ, в числе которых: системный обзор фондов и краткая опись бумаг, которые касаются русской истории, краткая характеристика их значения как источника, оценка отдельных важных рукописей и пр. Он регулярно посылал в ПИК отчёты, которые А. С. Лаппо-Данилевский представлял на рассмотрение в ИФО АН. Последний одобрял деятельность Е. Ф. Шмурло в должности учёного-корреспондента и трижды (в 1908, 1913 и 1917) предлагал его кандидатуру к переизбранию на следующие 5 лет.
ПИК, в свою очередь, занималась публикацией извлечённых учёным-корреспондентом в зарубежных архивах и библиотеках этих источников (документов, рукописей и т. п.), а также результатов их исследований, отчётов, заметок и т. п. При этом, являясь единственной постоянно действующей издательской комиссией ИФО АН, на Комиссию также возлагались издательские поручения, не связанные с её профилем.
Из-за начавшейся в 1914 году Первой мировой войны контакты ПИК с её учёным-корреспондентом в Риме Е. Ф. Шмурло усложнились. После Октябрьской революции 1917 года в типографской работе Комиссии произошёл длительный перерыв, а Е. Ф. Шмурло потерял возможность приезжать на родину. Последний раз он сумел побывать в России в 1916 году, а в следующем уже возникли сложности с получением от Академии жалованья. Тем не менее, несмотря на материальные трудности, некоторое время Е. Ф. Шмурло как учёный-корреспондент ещё продолжал вести научную работу и присылать в Петроград собранные им материалы, «заимообразно» получая денежные средства из других источников.
После смерти А. С. Лаппо-Данилевского председателем ПИК в 1920 году стал академик С. Ф. Платонов.
В 1924 году должность учёного-корреспондента в Риме была упразднена, вследствие чего Е. Ф. Шмурло был вынужден передать библиотеку учёного-корреспондента (около 6 тыс. томов) на сохранение в Восточный институт в Риме, а сам переехал в Прагу, где продолжил научную деятельность во главе организованного им в 1925 году одного из Русских исторических обществ.
В первое десятилетие советской власти академическая часть ленинградских историков группировалась в Постоянной исторической и Археографической комиссиях. В структуре Российской академии наук в то время они являлись ключевой институцией, осуществлявшей исторические исследования. Заместитель наркома просвещения РСФСР М. Н. Покровский стремился ликвидировать прежде всего обе эти Комиссии, заменив их Коммунистической академией.
Поскольку русский исторический институт в Риме так и не был создан, деятельность ПИК в большей степени ограничилась издательскими проектами. 21 апреля 1926 года она была объединена с Археографической комиссией в Постоянную историко-археографическую комиссию при АН СССР. В марте 1928 года она получила прежнее наименование от второй — Археографическая комиссия, которая в 1931 году была преобразована в Историко-археографический институт АН СССР. 29 марта 1936 года, в результате слияния последнего с Институтом книги, документа и письма АН СССР и Институтом истории Ленинградского отделения Комакадемии, было образовано Ленинградское отделение Института истории АН СССР (ныне Санкт-Петербургский институт истории РАН).